# 犬と麻ちゃん
『犬と麻ちゃん』（いぬとあさちゃん）は、阿川弘之の小説。1968年5月から同年12月まで『東京新聞』他に於いて連載された。単行本は1969年に文藝春秋から初出版された。本項目では、同作を原作としたテレビドラマについても記述する。

## 内容
時は1960年代後半、ところは高度経済成長期直後の東京・多摩ニュータウン。
瀬戸内海の島・長島で生まれ育った田中麻子は、友人の山根えい子と共に上京。麻子は東京の作家・野村耕平の一家にお手伝いさんとして就職する。麻子の可愛さは牛乳屋の三郎、魚屋の平吉の心をときめかせてしまう。野村一家や友人たち、そしてある日迷い込んで来た柴犬の仔犬との交流と麻子たちの青春の物語を描いた。
野村一家は、原作者・阿川自身の家族がモデルになっている。麻子のモデルとなった女性（阿川家の家事手伝い）も実在し、テレビドラマ化された際に自身を演じた和泉雅子と対面している。
ミッチー・ブームやザ・タイガース、大学闘争、西穂高岳落雷遭難事故の話題も登場する。

## テレビドラマ
1969年5月13日から同年9月30日まで、NETテレビ（現・テレビ朝日）系列の毎週火曜日21：00〜21：56の枠で放映。全21話、モノクロ放送。
遠藤周作や有吉佐和子が変名で登場する（遠藤の名は周太、有吉は「有村喜和子」）。
そして劇中に登場する犬は柴犬で、阿川弘之の作家仲間で愛犬家で知られた近藤啓太郎から譲り受けたものであった。そして名前は原作では「ゴン」だったが、ドラマ内では名前が「仁介」（じんすけ）に変わっている。仁介は作者の阿川が名付けたもので、阿川の親友で俳優の芦田伸介に由来している。阿川は芦田と麻雀で勝負するといつも負けてしまっていたために、犬の名前を利用して「この伸介め！」と怒鳴ってやりたかったということだったが、しかし劇中でいきなり「伸介」にすることも出来なかったので、濁点を付けて仁介にしたという。

### キャスト
- 田中麻子：和泉雅子
- 山根えい子：中山千夏
- 野村耕平：千秋実
- 野村春子（耕平の妻）：八千草薫
- 野村誠（耕平の長男）：沖雅也
- 野村加代子（耕平の長女、誠の妹）：新井春美
- 野村友雄（耕平の次男　野村兄妹の末っ子）：山本善朗
- 宇井（家庭教師）：新克利
- 三郎（牛乳屋）：松山省二
- 平吉（魚屋）：渡辺徹
- 牛乳屋の主人：野呂圭介
- 遠藤：桑山正一
- 足立（友雄の友人）：阿部尚之
- 田中敏江（麻子の母）：吉川満子
- かおる：三田登喜子

#### ゲスト
- 団秀丸：杉江廣太郎 - 高名なバリトン歌手（第4話）
- 村上：佐々木勝彦（第10話）
- 松原：金光勝三（第11話）
- マリ子：太田雅子（現・梶芽衣子） - 麻子の中学時代の友人（第12話）
- 宗近みどり：奈良岡朋子 - 耕平の戦友、宗近忠正の妻（第14話）
- 遠藤周太：加藤芳郎（第15話）
- 丹野ユカリ（女優）：杉本エマ（第15話）
- 吉住：水谷貞雄（第15話）
- 編集者・大原：小沢忠臣（第15話）
- 太田：木浦佑三（第15話）
- 島村：有馬昌彦（第15話）
- 田中春男（第16話）
- 麻子の祖父：左卜全（第19話）
- 橘和子（第19話）
- 岡田眞澄（第19話）
ほか

### スタッフ
- 原作：阿川弘之『犬と麻ちゃん』
- 脚本：倉本聰、千葉茂樹、松山威、成田孝雄、安倍徹郎 ほか
- 監督：武田靖、柳瀬観、森永健次郎、村田啓三、佐伯孚治 、樋口弘美 ほか
- 制作：日活テレビ部、NET

### サブタイトル
| 話数 | 放送日        | サブタイトル             | 脚本     | 監督       |
| ---- | ------------- | ------------------------ | -------- | ---------- |
| 1    | 1969年5月13日 | 美女、才女登場す         | 倉本聰   | 武田靖     |
| 2    | 5月20日       | 女中上位時代             | 倉本聰   | 武田靖     |
| 3    | 5月27日       | 坊っちゃん帰る           | 千葉茂樹 | 柳瀬観     |
| 4    | 6月3日        | 初恋つむじ風             | 千葉茂樹 | 柳瀬観     |
| 5    | 6月10日       | あなたも億万長者!!       | 千葉茂樹 | 森永健次郎 |
| 6    | 6月17日       | 求む! 恋愛コンサルタント | 千葉茂樹 | 森永健次郎 |
| 7    | 6月24日       | ラブレター               | 倉本聰   |            |
| 8    | 7月1日        | いきなり家出をされた夜   |          |            |
| 9    | 7月8日        | オスベとメスベと実い     |          | 村田啓三   |
| 10   | 7月15日       | ふりむいた青年           |          | 村田啓三   |
| 11   | 7月22日       | 私の選んだ人             |          |            |
| 12   | 7月29日       | 愛して逃げて喜ばれて     |          | 柳瀬観     |
| 13   | 8月5日        | 時には父のない子のように | 成田孝雄 | 柳瀬観     |
| 14   | 8月12日       | あゝ靖国の妻             |          | 佐伯孚治   |
| 15   | 8月19日       | 偽の血統書               |          | 樋口弘美   |
| 16   | 8月26日       | 日本式求婚法             | 安倍徹郎 | 樋口弘美   |
| 17   | 9月2日        | ミルクと情熱             |          |            |
| 18   | 9月9日        | 故郷のあいつ             |          | 村田啓三   |
| 19   | 9月16日       | 恋と涙と愛               |          |            |
| 20   | 9月23日       | お嫁にいく時ゃ誰といく   | 倉本聰   | 村田啓三   |
| 21   | 9月30日       | 花嫁の父                 | 倉本聰   | 村田啓三   |